# Netchaiev ha vuelto (película)
Netchaiev ha vuelto es una película franco - italiana - suiza  ( cuyo título original es Netchaïev est de retour), dirigida por Jacques Deray y estrenada en 1991 basada en una novela homónima de Jorge Semprún.

## Sinopsis
En mayo de 1968, cuando París ardía con la revuelta estudiantil, cinco de ellos se destacaron. Estos cinco amigos tienen un líder cuyo nombre en clave es Netchaiev. Este último se desliza gradualmente hacia el terrorismo y forma una red revolucionaria con los demás. Tiempo después, Netchaiev fue traicionado y desapareció en circunstancias misteriosas en Gibraltar.
Cinco años después, mientras París se ve sacudida por una ola de ataques terroristas, Netchaiev está de vuelta y solo tiene un deseo: vengarse. El director del DST (Direction de la Surveillance du territoire) Pierre Marroux, parece muy interesado en este regreso, tanto como los antiguos compañeros de Netchaiev. Todos se alinearon, pero queda Luis Pérez, quien ayudó a Netchaiev a desaparecer. Este último le ofrece inmunidad frente a la información sobre este grupo terrorista. Pérez fue asesinado, pero conservó un video de la entrevista que su hija, ahora en peligro, le dio al director Pierre Marroux. Le confiesa a la joven que Netchaiev es su hijo, Daniel Marroux, que ha cortado todos los lazos con su padre, hasta el punto de tomar el nombre de Laurençon, el de su madre.

## Ficha técnica
- Título original : Netchaïev est de retour
- Realización : Jacques Deray
- Guion : Jacques Deray y Dan Franck, basada en la novela homónima de Jorge Semprún publicada en 1987
- Música : Claude Bolling
- Fotografía : Yves Ángel
- Decorados : François de Lamothe
- Sonido : Alain Sempé, Bernard Leroux
- Editor : Henri Lanoë
- Peleas resueltas por Claude Carliez y su equipo
- Género : suspense
- País de origen : Francia  Italia  Suiza
- Formato : color
- Duración : 110 minutos
- Fecha de estreno : Francia, 23 de enero de 1991

## Reparto
- Yves Montand : Pierre Marroux
- Vincent Lindon : Netchaïev
- Miou-Miou : Brigitte
- Carolina Rosi : Sonsoles
- Patrick Chesnais : Marc Leloy
- Maxime Leroux : Élie
- Jean-Claude Dauphin : Philippe Martel
- Philippe Leroy-Beaulieu : Luiz Perez
- Mireille Perrier : Sylvie
- Natacha Acker : Béatrice
- Gérard Darrieu : El impresor
- Pierre Debauche : El ministro
- Angelo Infanti : Joseph
- Jean-Luc Porraz : Dupré
- Mattia Sbragia : El falsificador
- Jean-Marie Winling : Lacourt
- Christian Bouillette
- Nicole Desailly
- Tola Koukoui
- Ludovic Broissiat : El terrorista
- Agnès Vincent

## Sobre la película
- Nechaiev ha vuelto es la penúltima película protagonizada por Yves Montand .